# Затворене игре (шах)
Овај чланак користи алгебарску шаховску нотацију како би се описали шаховски потези.
Под Затвореним играма се подразумевају све позиције настале након 1. д4 д5. Дели се на много огранака, варијанти и под варијанти.

## Варијанте
Најпзознатије варијанте Затворених игара су:
- Дамин гамбит
- Примљени дамин гамбит
- Одбијени дамин гамбит
- Словенска одбрана
- Полусловенска одбрана
- Албинов противгамбит
- Тарашева одбрана
- Рихтер-Вересов систем
- Лондонски систем
- Колетов систем
- Блекмар-Дијемеров гамбит
- Стонвалов напад